# Franz Glawatsch

Das letzte Porträt von Wilhelm Willinger (1928)

Zeichnung von Jan Vilímek (1900)

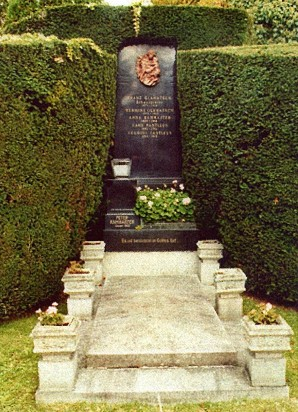
Grabstätte von Franz Glawatsch

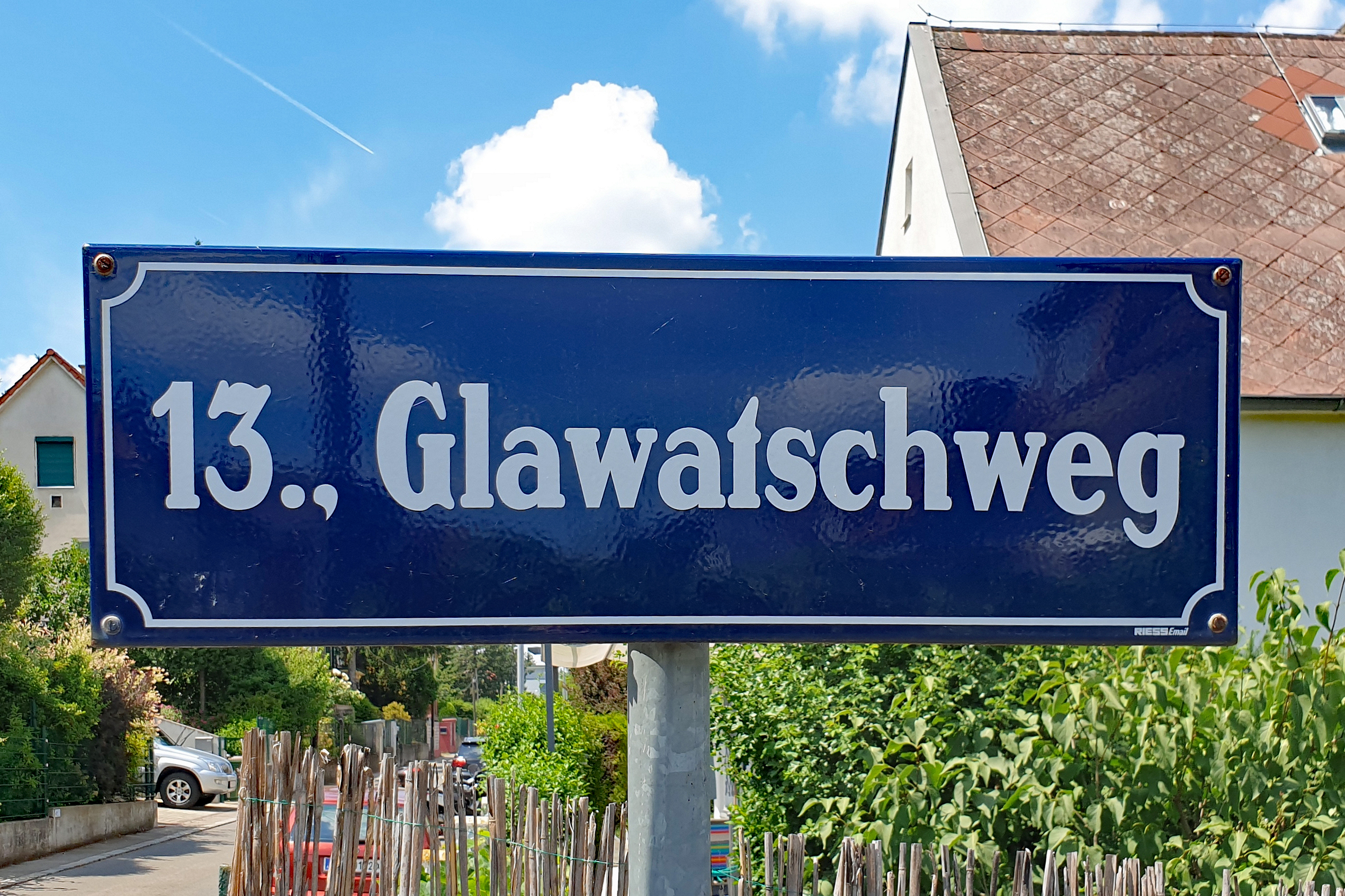
Straßenschild Glawatschweg

Franz Glawatsch (* 16. Dezember 1871 in Graz, Steiermark; † 21. Juni 1928 in Wien) war ein österreichischer Schauspieler und Operettensänger (Bariton).

## Leben
Glawatsch war gelernter Buchdrucker und bis zu seinem 22. Lebensjahr Schriftsetzer, bevor er sich 1894 für die Bühnenlaufbahn entschied.
Er wurde zuerst nach Budweis engagiert und kam 1895 nach Marburg und 1896 nach Graz ans Theater, dessen Ensemble er vier Jahre angehörte. Ab 1900 spielte er, gefördert von Alexander Girardi, am Wiener Carltheater und gehörte von 1903 bis 1916 als Bariton zum Ensemble am Theater an der Wien. Ab 1907 war er Oberregisseur der Karczag-Bühnen (Theater an der Wien und Raimundtheater). Gastspiele gab er in Moskau, Sankt Petersburg, Deutschland und Paris. Er war einer der beliebtesten Gesangkomiker seiner Zeit. Glawatsch war die ursprüngliche Besetzung des Bogdanowitsch bei der Uraufführung der Lustigen Witwe. Die Rolle seines Lebens fand er in der Rolle des Christian Tschöll im Dreimäderlhaus.
Er gilt neben Hans Moser als der Typ des gemütlichen „Urwieners“. Nahezu täglich hatte Glawatsch Auftritte, am Wochenende sogar zweimal. Auf dem Label Zonophone erschienen zahlreiche seiner Lieder auf Schellackplatte – sie sind heute gesuchte Raritäten. Neben seiner umjubelten Darstellung auf der Bühne begann er bereits 1918 auch seine Filmkarriere, die durch sein frühzeitiges Ableben im Alter von nur 57 Jahren infolge einer Krebserkrankung jäh beendet wurde. Seine Grabstelle liegt auf dem Hietzinger Friedhof (Gruppe 31, Nummer 1). 1954 wurde der Glawatschweg in Wien-Hietzing ihm zu Ehren benannt.
Die Nachfahren Glawatschs leben in München und im Landkreis Landsberg am Lech. Sein Enkel, Franz Glawatsch jun., war als Bass-Bariton in seinem Fach ein an vielen großen Bühnen gefeierter Opernsänger und der erste Zsupán (Der Zigeunerbaron, Johann Strauß) bei den Seefestspielen Mörbisch 1957.

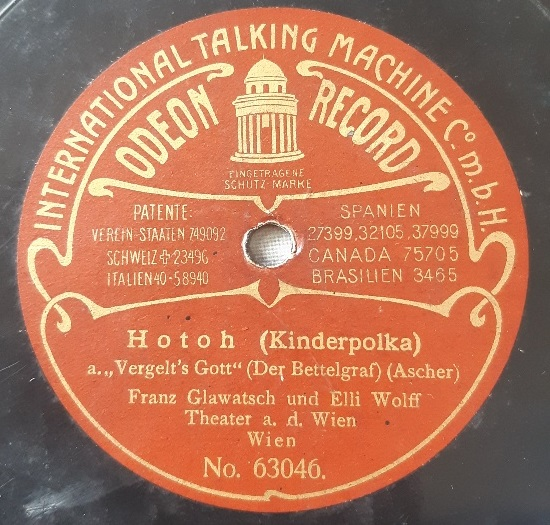
Schallplatte von Franz Glawatsch (Wien 1907)

Franz Glawatsch hinterließ Aufnahmen auf Zonophone (Wien 1906–08) und Odeon (Wien 1907–08). In den Jahren 1917–18 entstanden Auszüge aus den Operetten Das Dreimäderlhaus und Hannerl, die bei Beka, Favorite und Odeon erschienen.

## Filmografie
- 1918: Er amüsiert sich
- 1918: Wer zuletzt lacht
- 1918: Das Kind meines Nächsten
- 1923: Der junge Medardus; Regie: Michael Kertész
- 1923: Wien, die Stadt der Lieder; Regie: Alfred Deutsch-German
- 1926: Schützenliesl
- 1927: Der Rastelbinder